# Krnjevo
Krnjevo (serbocroata cirílico: Крњево) es un pueblo de Serbia perteneciente al municipio de Velika Plana en el distrito de Podunavlje del centro del país.
En 2011 tenía 3777 habitantes. Casi todos los habitantes son étnicamente serbios.
El pueblo tiene su origen en varias aldeas que existieron en la zona en el siglo XVIII, cuando los serbios vivían en población dispersa en la zona para evitar los ataques de los ocupantes otomanos. En el siglo XIX, el príncipe Miloš Obrenović agrupó las aldeas para dejar definidos los núcleos de varios pueblos, dando lugar entre otros al actual Krnjevo, que ya en los censos de 1818-1822 había sido mencionado como pueblo importante con cien viviendas. Su época de mayor crecimiento tuvo lugar a finales del siglo XIX y principios del siglo XX, cuando su periferia oriental se desarrolló como poblado ferroviario de la línea de Mala Krsna a Velika Plana.
Se ubica unos 10 km al norte de la capital municipal Velika Plana, junto a la autovía A1 que lleva a la capital nacional Belgrado. Al suroeste de Krnjevo sale la carretera 354 que lleva a Smederevska Palanka, también situada a unos 10 km de distancia.